# Coryloideae
Coryloideae, biljna potporodica, dio porodice brezovki. Sastoji se od četiri živa priznata roda listopadnih grmova i drveća: Carpinus, Corylus, Ostrya i Ostryopsis.
Postoji i nekoliko fosilnih rodova: †Asterocarpinus, †Coryloides, †Cranea, †Kardiasperma, †Palaeocarpinus.
Zajedno s potporodicom Betuloideae  (breza i joha) čini porodicu brezovki.

## Opis
Coryloideae je potporodica u porodici Betulaceae koja se sastoji od četiri postojeća roda: Carpinus, Corylus, Ostrya i Ostryopsis. Sekvencionirani su plastomi šest vrsta Corylusa i jedne vrste Ostryopsisa za komparativnu i filogenetsku analizu. Plastomi su dugi 159-160 kb i imaju tipičnu četverodijelnu cp arhitekturu. Plastomi pokazuju umjerenu divergenciju i očuvan raspored. Pet mutacijskih žarišta identificirano je usporedbom plastoma sedam vrsta Coryloideae: trnG-atpA, trnF-ndhJ, accD-psaI, ndhF-ccsA i ycf1. Sastavljeno je najpotpunije filogenomsko stablo za porodici Betulaceae koristeći 68 plastoma. Ove filogenetske analize cp genomske sekvence smjestile su Carpinus, Ostrya i Ostryopsis zajedno u kladu, a ostavile Corylus u zasebnu kladu. Unutar roda Corylus, ove analize ukazuju na postojanje pet podvrsta koje odražavaju filogeografske odnose među vrstama. Podaci nude značajne genetske informacije za identifikaciju vrsta Coryloideae, taksonomske i filogenetske studije.

## Rodovi
1. Tribus Coryleae Dumort.
  1. Corylus L.  (19 spp.)
2. Tribus Carpineae A. DC.
  1. Carpinus L. (48 spp.)
  2. Ostrya Scop. (8 spp.)
  3. Ostryopsis Decne. (3 spp.)

## Vanjske poveznice
- Palaeocarpinus dakotensis sp.n. (Betulaceae: Coryloideae) and Associated Staminate Catkins, Pollen, and Leaves from the Paleocene of North Dakota